# Cyril Manton Harris
Cyril Manton Harris (Detroit, 20 de junho de 1917 — 4 de janeiro de 2011) foi um engenheiro estadunidense.
Foi professor emérito de arquitetura e professor emérito de cátedra Charles Batchelor de engenharia elétrica da Universidade Columbia.